# 세르조 브리오
세르조 브리오(이탈리아어: Sergio Brio, 1956년 8월 19일, 풀리아 주 레체 ~)는 이탈리아의 전직 축구 선수로, 현역 시절 중앙 수비수로 활약했는데, 1970년대와 1980년대에 유벤투스에서 활약하면서 세리에 A 4회 우승을 비롯해 모든 유럽대항전을 우승한 6명밖에 되지 않는 선수들 중 하나이다. 유럽의 비전형적인 저지형 수비수로, 그는 기술적으로 두각을 나타내지 않으나, 수 차례 정지 상황에서 골을 창출한 공중 경합력은 물론 힘, 끈질김, 그리고 신체 조건으로 꾸준히 활약했다. 그 덕에, 그는 초년 시절에 중앙 공격수를 맡기도 했다. 운동 신경 외에도, 그는 집중력이 높았고, 대인 방어를 훌륭히 수행하며 경기를 잘 읽었다.

## 클럽 경력
브리오는 풀리아 주 레체 출신이다. 그는 고향의 레체에서 축구를 시작해 1973-74 시즌에 프로 무대 신고식을 치렀고, 1974-75 시즌에 유벤투스로 이적했지만, 첫 해에 단 1번의 공식 경기에 출전하지 못했다. 그는 이후 1975년부터 1978년까지 피스토이에세로 임대되었고, 이후 유벤투스로 복귀했다. 그가 토리노 연고 구단에 복귀한 1978-79 시즌이 되어서야 처음으로 출전 기회를 잡았는데, 그는 1979년 3월 18일에 1-0으로 이긴 나폴리와의 경기에서 유벤투스 첫 경기를 치렀다. 그는 1989-90 시즌까지 구단에 남았고, 그 시즌에는 주장을 맡았었고, 그 후 현역에서 은퇴했다. 그는 유벤투스에서 모든 대회를 통틀어 378번의 경기에 출전해 24골을 기록했는데, 이 중 16골은 243번의 경기에 출전한 세리에 A 경기에서 터졌다. 브리오는 유벤투스의 손꼽히는 전성기에 활약했는데, 같은 시기 디노 초프, 가에타노 시레아, 클라우디오 젠틸레, 그리고 안토니오 카브리니와 함께 축구 역사상 가장 손꼽히게 위압감이 느껴지는 수비진을 구성했고, 조반니 트라파토니 감독, 이후에는 디노 초프 감독의 휘하에 세리에 A를 4번, 코파 이탈리아를 3번, 유러피언컵을 1번, 유러피언 컵위너스컵을 1번, UEFA컵을 1번, 유러피언 슈퍼컵을 1번, 그리고 인터콘티넨털컵을 1번 우승했다.
브리오는 6명밖에 되지 않는 모든 국제 구단대항전을 모두 우승한 선수들 중 하나로 - 나머지 5명은 안토니오 카브리니, 가에타노 시레아, 스테파노 타코니, 다니 블린트, 그리고 아르놀트 뮈런이다.

## 국가대표팀 경력
소속 구단에서 큰 성공을 거둔 브리오지만, 그는 유벤투스 동료 수비수 루차노 파베로와 함께 이탈리아 국가대표팀 경기에 출전하지 못했는데, 이는 엔초 베아르초트 감독이 같은 역할을 맡은 선수들 중에 보다 우아한 풀비오 콜로바티와 주력과 지역 방어에 최적화된 피에트로 비에르코보드를 선호했기 때문이었다. 그는 이탈리아의 하계 올림픽 선수단 일원으로 1980년대 말에 디노 초프의 선수단 일원으로 차출되기도 했었다.

## 감독 경력
은퇴 후, 그는 유벤투스의 수석코치로서 조반니 트라파토니를 보좌했으며, 그의 임기에 1992-93 시즌 UEFA컵 우승을 경험했다. 그는 2003년부터 2004년까지 벨기에의 몽스를 지휘하기도 했다.

## 수상
유벤투스
- 세리에 A: 1980–81, 1981–82, 1983–84, 1985–86
- 코파 이탈리아: 1978–79, 1982–83, 1989–90
- 인터콘티넨털컵: 1985
- 유러피언컵
  - 우승: 1984–85
  - 준우승: 1982–83[4]
- 유러피언 컵위너스컵: 1983–84
- UEFA컵: 1989–90
- 유러피언 슈퍼컵: 1984

## 같이 보기
- 모든 국제 클럽대항전을 우승한 선수 목록
- 3대 유럽대항전을 모두 우승한 선수 목록